# Cheri Oteri
Cheryl Ann Oteri (Filadelfia, 19 settembre 1962) è una comica, imitatrice e attrice statunitense.
Ha fatto parte del cast del Saturday Night Live dal 1995 al 2000 ed era nota sia per le sue imitazioni che per i vari personaggi originali tra cui: Cass Van Rye del 'Morning Latte', la cheerleader Arianna (in coppia con Will Ferrell), Nadeen, Joy Lipton, Laura Zimmerman (in coppia con Chris Kattan).
Ha esordito come attrice nel 1997 in un piccolo ruolo nel film Bugiardo bugiardo.

## Filmografia

### Attrice

#### Cinema
- Bugiardo bugiardo (Liar Liar), regia di Tom Shadyac (1997)
- Austin Powers - Il controspione (Austin Powers: International Man of Mystery), regia di Jay Roach (1997) – non accreditata
- Small Soldiers, regia di Joe Dante (1998)
- L'ispettore Gadget (Inspector Gadget), regia di David Kellogg (1999)
- Love & Sex, regia di Valerie Breiman (2000)
- Scary Movie, regia di Keenen Ivory Wayans (2000)
- Sol Goode, regia di Danny Comden (2003)
- Scemo & più scemo - Iniziò così... (Dumb and Dumberer: When Harry Met Lloyd), regia di Troy Miller (2003)
- Southland Tales - Così finisce il mondo (Southland Tales), regia di Richard Kelly (2006)
- Surveillance, regia di Jennifer Lynch (2008)
- Pericolosamente bionda (Private Valentine: Blonde & Dangerous), regia di Steve Miner (2008)
- Un weekend da bamboccioni 2 (Grown Ups 2), regia di Dennis Dugan (2013)
- F the Prom, regia di Benny Fine (2017)

#### Televisione
- Saturday Night Live – sketch comedy, 98 episodi (1995-2000)
- Just Shoot Me! – serie TV, episodi 2x02 e 4x08 (1997, 1999)
- Strangers with Candy – serie TV, episodio 3x10 (2000)
- Ally McBeal – serie TV, episodio 4x20 (2001)
- Curb Your Enthusiasm – serie TV, 3 episodi (2002)
- Boston Legal – serie TV, episodio 5x09 (2008)
- The New Normal – serie TV, 2 episodi (2012)
- Jessie – serie TV, episodio 2x09 (2013)
- Hot in Cleveland – serie TV, episodio 5x09 (2014)
- Scream Queens – serie TV, episodio 2x03 (2016)
- 9JKL - Scomodi vicini (9JKL) – serie TV, episodio 1x15 (2018)
- Crazy Ex-Girlfriend – serie TV, episodio 4x14 (2019)
- Mayans M.C. – serie TV, episodio 4x05 (2022)
- Mid-Century Modern – serie TV, episodio 1x03 (2025)
- And Just Like That... – serie TV, episodio 3x02 (2025)

### Doppiatrice
- Hercules – serie animata, episodio 1x29 (1998)
- Ant Bully - Una vita da formica (The Ant Bully), regia di John A. Davis (2006)
- Shrek terzo (Shrek the Third), regia di Chris Miller (2007)
- The Life & Times of Tim – serie animata, episodi 1x06 e 2x03 (2008-2010)
- Sit Down, Shut Up – serie animata, 13 episodi (2009)
- Glenn Martin - Dentista da strapazzo (Glenn Martin, DDS) – serie animata, episodio 2x7 (2010)
- I 7N (The 7D) – serie animata, 3 episodi (2014)
- Miles dal futuro (Miles from Tomorrowland) – serie animata, episodio 1x22 (2015)
- Home - Le avventure di Tip e Oh (Home: Adventures with Tip & Oh) – serie animata, episodi 1x03-1x04 (2016)
- Due fantagenitori (The Fairly OddParents) – serie animata, 5 episodi (2016-2017)
- Puppy Dog Pals – serie animata, 62 episodi (2017-2023)
- Bunsen è una Bestia (Bunsen Is a Beast) – serie animata, 11 episodi (2017)
- Animals – serie animata, episodio 3x02 (2018)
- I Greens in città (Big City Greens) – serie animata, 5 episodi (2019-2023)
- Baby Boss - Di nuovo in affari (The Boss Baby: Back in Business) – serie animata, episodio 4x12 (2020)
- Inside Job – serie animata, 7 episodi (2021-2022)

## Personaggi famosi imitati
- Alanis Morissette
- Barbara Walters
- Cyndi Lauper
- Fran Drescher
- Jennifer Aniston
- Jennifer Lopez
- Jennifer Tilly
- Katie Couric
- Kelli Williams
- Kristin Davis
- Lacey Chabert
- Marisa Tomei
- Melanie C
- Paula Jones
- Tori Spelling
- Tina Yothers

## Doppiatrici italiane
Nelle versioni in italiano delle opere in cui ha recitato, Cheri Oteri è stata doppiata da:
- Cristiana Lionello in Scary Movie
- Stefanella Marrama in Scemo & più scemo - Iniziò così...
- Tiziana Avarista in Southland Tales - Così finisce il mondo
- Laura Latini in Boston Legal
- Mirta Pepe in Mayans M.C.
- Ilaria Latini in And Just Like That...
- Marta Altinier in Mid-Century Modern

Da doppiatrice è sostituita da:
- Laura Latini in Shrek terzo
- Claudia Razzi in Ant Bully - Una vita da formica
- Giulia Franzoso in The Life & Times of Tim
- Antonella Rinaldi in Puppy Dog Pals
- Tatiana Dessi in I Greens in città